# Malpaso Productions
Malpaso Productions, également connue comme The Malpaso Company, est la société de production cinématographique de Clint Eastwood.

## Historique
Elle a été créée en 1967 sous le nom de The Malpaso Company par Irving Leonard pour produire le film Pendez-les haut et court. Les fonds utilisés provenaient du succès de la Trilogie du dollar.
Le nom de la société est une référence à Malpaso Creek, une petite côte de Carmel-by-the-Sea en Californie où Clint Eastwood a passé une grande partie de sa vie. En espagnol, « malpaso » signifie « mauvaise passe » ou « mauvaise étape ». Lorsque Clint Eastwood avait accepté le rôle de « l'homme sans nom » de la Trilogie du dollar, son agent lui aurait dit que ce serait une « mauvaise passe » dans sa carrière. Fondée quelque temps après, le réalisateur a trouvé ce nom ironique et bien approprié.
Irving Leonard a été le président de la compagnie jusqu'à sa mort en décembre 1969 à l'âge de 53 ans.

## Filmographie
| - 1968 : Pendez-les haut et court (Hang 'Em High) de Ted Post - 1968 : Un shérif à New York (Coogan's Bluff) de Don Siegel - 1969 : La Kermesse de l'Ouest (Paint Your Wagon) de Joshua Logan - 1970 : Sierra torride (Two Mules for Sister Sara) de Don Siegel - 1971 : L'Inspecteur Harry (Dirty Harry) de Don Siegel - 1971 : The Beguiled: The Storyteller (court-métrage documentaire) de Clint Eastwood - 1971 : Un frisson dans la nuit (Play Misty for Me) de Clint Eastwood - 1971 : Les Proies (The Beguiled) de Don Siegel - 1972 : L'Homme des Hautes Plaines (High Plains Drifter) de Clint Eastwood - 1973 : Breezy de Clint Eastwood - 1973 : Magnum Force de Ted Post - 1974 : Le Canardeur (Thunderbolt and Lightfoot) de Michael Cimino - 1975 : La Sanction (The Eiger Sanction) de Clint Eastwood - 1976 : Josey Wales hors-la-loi (Josey Wales hors-la-loi) de Clint Eastwood - 1976 : L'inspecteur ne renonce jamais (The Enforcer) de James Fargo - 1977 : L'Épreuve de force (The Gauntlet) de Clint Eastwood - 1978 : Doux, dur et dingue (Every Which Way But Loose) de James Fargo - 1979 : L'Évadé d'Alcatraz (Escape from Alcatraz) de Don Siegel - 1980 : Ça va cogner (Any Which Way You Can) de Buddy Van Horn - 1982 : Firefox, l'arme absolue (Firefox) de Clint Eastwood - 1982 : Honkytonk Man de Clint Eastwood - 1983 : Le Retour de l'inspecteur Harry (Sudden Impact) de Clint Eastwood - 1984 : La Corde raide (Tightrope) de Richard Tuggle - 1984 : Haut les flingues ! (City Heat) de Richard Benjamin - 1985 : Pale Rider, le cavalier solitaire (Pale Rider) de Clint Eastwood - 1986 : Ratboy de Sondra Locke - 1986 : Le Maître de guerre (Heartbreak Ridge) de Clint Eastwood - 1988 : Bird de Clint Eastwood | - 1988 : La Dernière cible (The Dead Pool) de Buddy Van Horn - 1988 : Thelonious Monk: Straight, No Chaser de Charlotte Zwerin - 1989 : Pink Cadillac de Buddy Van Horn - 1990 : Chasseur blanc, cœur noir (White Hunter, Black Heart) de Clint Eastwood - 1990 : La Relève (The Rookie) de Clint Eastwood - 1992 : Impitoyable (Unforgiven) de Clint Eastwood - 1993 : Un monde parfait (A Perfect World) de Clint Eastwood - 1995 : Sur la route de Madison (The Bridges of Madison County) de Clint Eastwood - 1995 : Les Aventuriers de l'or noir (The Stars Fell on Henrietta) de James Keach - 1996 : Les Pleins Pouvoirs (Absolute Power) de Clint Eastwood - 1997 : Minuit dans le jardin du bien et du mal (Midnight in the Garden of Good and Evil) de Clint Eastwood - 1999 : Jugé coupable (True Crime) de Clint Eastwood - 2000 : Space Cowboys de Clint Eastwood - 2002 : Créance de sang (Blood Work) de Clint Eastwood - 2003 : Mystic River de Clint Eastwood - 2004 : Million Dollar Baby de Clint Eastwood - 2006 : Mémoires de nos pères (Flags of Our Fathers) de Clint Eastwood - 2006 : Lettres d'Iwo Jima (Iōjima kara no tegami / Letters from Iwo Jima) de Clint Eastwood - 2007 : Rails and Ties de Alison Eastwood - 2008 : L'Échange (Changeling) de Clint Eastwood - 2008 : Gran Torino de Clint Eastwood - 2009 : Invictus de Clint Eastwood - 2010 : Au-delà (Hereafter) de Clint Eastwood - 2011 : J. Edgar de Clint Eastwood - 2012 : Une nouvelle chance (Trouble With the Curve) de Robert Lorenz - 2014 : Jersey Boys de Clint Eastwood - 2014 : American Sniper de Clint Eastwood - 2016 : Sully de Clint Eastwood - 2018 : Le 15 h 17 pour Paris (The 15:17 to Paris) de Clint Eastwood - 2018 : A Star Is Born de Bradley Cooper - 2018 : La Mule (The Mule) de Clint Eastwood - 2019 : Le Cas Richard Jewell (Richard Jewell) de Clint Eastwood - 2021 : Cry Macho de Clint Eastwood - 2024 : Juré n°2 de Clint Eastwood |